# Chaetodipus
Chaetodipus és un gènere de rosegadors de la família dels heteròmids.

## Característiques
Els membres del gènere tenen el cos llarg (així com el cap llarg), que va des de 8 a 12,5 cm, i pesen entre 15 i 47 g. A diferència dels rosegadors del gènere Perognathus, la majoria d'espècies de Chaetodipus tenen un pelatge aspre que gairebé arriba a ser espinós. Tendeixen a viure en hàbitats àrids, on s'alimenten de llavors, herba i insectes. Les femelles donen a llum una ventrada de 2 a 9 cries després d'un període gestacional de gairebé un mes. El període de vida més perllongat que s'hagi registrat dins del gènere és de 8 anys i 4 mesos.